# Na noże (film)
Na noże (ang. Knives Out) – amerykański film kryminalny z 2019 roku, napisany, wyprodukowany i wyreżyserowany przez Riana Johnsona.
Film miał światową premierę na Międzynarodowym Festiwalu Filmowym w Toronto 7 września 2019, a do kin w USA trafił 27 listopada 2019 w dystrybucji Lionsgate. Zyskał uznanie krytyków, szczególnie za scenariusz, reżyserię i grę aktorską, i zarobił na świecie ponad 311 mln dolarów przy budżecie 40 milionów. Podczas 77. ceremonii wręczenia Złotego Globu film miał trzy nominacje w kategoriach „najlepszy film komediowy lub musical”, a także „najlepszy aktor” (Daniel Craig) oraz „najlepsza aktorka” (Ana de Armas) w filmie komediowym lub musicalu.

## Fabuła
Harlan Thrombey, senior zamożnej rodziny, zostaje znaleziony we własnym pokoju z podciętym gardłem. Rozwikłania zagadki podejmuje się detektyw Benoit Blanc. Okazuje się, że tuż przed śmiercią, bogacz wydziedziczył rodzinę, a jedyną spadkobierczynią uczynił swą pielęgniarkę. Intryga się komplikuje i wkrótce pojawia się kolejny trup, a rodzina Harlana nie daje spokoju nowej właścicielce ich własnego domu, zdeterminowana odzyskać pieniądze.

## Obsada
- Daniel Craig jako Benoit Blanc, prywatny detektyw zatrudniony do zbadania sprawy śmierci Harlana.
- Chris Evans jako Hugh Ransom Drysdale, wnuk Harlana, syn Lindy i Richarda.
- Ana de Armas jako Marta Cabrera, pielęgniarka i opiekunka Harlana.
- Jamie Lee Curtis jako Linda Drysdale, najstarsza córka Harlana i żona Richarda. Jest potentatem nieruchomości, prowadzi własną firmę przy wsparciu męża.
- Michael Shannon jako Walter „Walt” Thrombey, najmłodszy syn Harlana, mąż Donny i dyrektor generalny wydawnictwa swojego ojca.
- Don Johnson jako Richard Drysdale, zięć Harlana i mąż Lindy.
- Toni Collette jako Joni Thrombey, wdowa po zmarłym synu Harlana, Neilu, lifestyle guru i influencerka.
- Lakeith Stanfield jako detektyw porucznik Elliot, lokalny detektyw zaangażowany w dochodzenie.
- Katherine Langford jako Megan „Meg” Thrombey, wnuczka Harlana, córka Joni i Neila studiująca w prestiżowym college’u sztuk wyzwolonych.
- Jaeden Martell jako Jacob Thrombey, wnuk Harlana, syn Walta i Donny.
- Christopher Plummer jako Harlan Thrombey, zamożny powieściopisarz, który zaprosił swoją rodzinę na swoje 85. urodziny, a później zostaje znaleziony martwy. Ma troje dzieci – Lindę, Walta i zmarłego Neila.
- Noah Segan jako Trooper Wagner, policjant zaangażowany w dochodzenie.
- Edi Patterson jako Fran, gospodyni Harlana, która odkryła jego ciało.
- Riki Lindhome jako Donna Thrombey, synowa Harlana i żona Walta.
- K Callan jako Wanetta Thrombey, sędziwa matka Harlana.
- Frank Oz jako Alan Stevens, prawnik Harlana.
- M. Emmet Walsh jako pan Proofroc.
- Marlene Forte jako pani Cabrera, matka Marty.
- Shyrley Rodriguez jako Alicia Cabrera, siostra Marty.
- Raúl Castillo jako gliniarz.
- Joseph Gordon-Levitt jako detektyw Hardrock (cameo)

## Produkcja
Po nakręceniu filmu Kto ją zabił? (2005), pisarz i reżyser Rian Johnson wymyślił podstawową koncepcję Knives Out. W czerwcu 2010 wyraził zainteresowanie stworzeniem kryminału inspirowanego twórczością Agathy Christie. W wywiadzie z „The Independent” powiedział, że chce nakręcić film po ukończeniu Looper – Pętla czasu (2012). Jednak następnym projektem filmowym Johnsona został Gwiezdne wojny: Ostatni Jedi (2017).
O realizacji Na noże z Danielem Craigiem w roli głównej poinformowano we wrześniu 2018. Film został sprzedany dystrybutorom podczas Międzynarodowego Festiwalu Filmowego w Toronto w 2018. W październiku do obsady dołączyli Chris Evans, Lakeith Stanfield, Michael Shannon, Ana de Armas, Don Johnson, Jamie Lee Curtis i Toni Collette. W kolejnym miesiącu: Christopher Plummer, Jaeden Martell, Katherine Langford, Riki Lindhome, Edi Patterson i Raúl Castillo. Częsty współpracownik Johnsona, Noah Segan, został ogłoszony jako członek obsady filmu w grudniu. Shannon porównał film do dzieł Christie. W marcu 2019 Frank Oz, który wcześniej pracował z Johnsonem przy filmie Ostatni Jedi, ujawnił, że wystąpi w niewielkiej roli. Ricky Jay, który zmarł podczas produkcji filmu został zastąpiony przez M. Emmeta Walsha.
Jako inspirację Johnson podał kilka klasycznych kryminałów i komedii: The Last of Sheila, Morderstwo w Orient Expressie, Something's Afoot, Zabity na śmierć, Śmierć na Nilu, The Private Eyes, Pęknięte zwierciadło, Zło czai się wszędzie, Śmiertelna pułapka, Trop oraz Gosford Park. Tytuł pochodzi od piosenki Radiohead „Knives Out” z 2001. Johnson, jako fan zespołu, powiedział, że „film nie ma nic wspólnego z piosenką”, a „fraza zawsze tkwiła mu w głowie” i wydawała się świetnym tytułem dla kryminału.
Zdjęcia kręcono w stanie Massachusetts.

## Odbiór

### Box office
Budżet filmu jest szacowany na 40 milionów dolarów. W Stanach Zjednoczonych i Kanadzie film zarobił ponad 165 mln USD, w innych krajach przychody wyniosły około 146 mln, a łączny przychód z biletów to ponad 311 milionów.

### Krytyka w mediach
Film spotkał się z dobrą reakcją krytyków. W agregatorze recenzji Rotten Tomatoes 97% z 458 recenzji jest pozytywne, a średnia ocen wystawionych na ich podstawie wyniosła 8,30. Z kolei w agregatorze Metacritic średnia ważona ocen z 52 recenzji wyniosła 82 punktów na 100.

## Kontynuacja
W lutym 2020, Lionsgate potwierdziło zamówienie filmu o kolejnym śledztwie detektywa Benoit Blanca. Zdjęcia do filmu zakończono we wrześniu 2021, a w czerwcu 2022 ogłoszono, że film pod tytułem Glass Onion: Film z serii „Na noże” będzie miał premierę na festiwalu w Toronto, we wrześniu 2022.